# Diplectrona marianae
Diplectrona marianae är en nattsländeart som beskrevs av Reeves in Reeves och Paysen 1999. Diplectrona marianae ingår i släktet Diplectrona och familjen ryssjenattsländor. Inga underarter finns listade i Catalogue of Life.